# Jak ojciec coś palnie, to...
Jak ojciec coś palnie, to... (ang. $#*! My Dad Says, 2010–2011) – amerykański serial komediowy wyprodukowany przez Warner Bros Television.
Nadawany przez stację CBS od 23 września 2010 roku do dziś. W Polsce jest nadawany od 7 marca 2011 roku na kanale Comedy Central Polska. Od 6 sierpnia 2012 roku serial jest emitowany na kanale Comedy Central Family. 

## Opis fabuły
Serial opowiada o perypetiach 72-letniego Eda (William Shatner), który przetrwał trzy małżeństwa i rozwody. Ma dwóch dorosłych synów – Henry'ego (Jonathan Sadowski) i Vince'a (Will Sasso), którzy przyzwyczaili się do upodobań ojca.

## Obsada
- William Shatner jako doktor Edison Milford "Ed" Goodson III
- Jonathan Sadowski jako Henry
- Will Sasso jako Vince
- Nicole Sullivan jako Bonnie
- Tim Bagley jako Tim